# 10637 Heimlich
10637 Heimlich è un asteroide della fascia principale del diametro medio di circa 25,84 km. Scoperto nel 1998, presenta un'orbita caratterizzata da un semiasse maggiore pari a 3,1782400 UA e da un'eccentricità di 0,0200693, inclinata di 13,68254° rispetto all'eclittica.